# Duarte Nuno Queiroz de Barros da Cunha
Duarte Nuno Queiroz de Barros da Cunha (ur. 1 czerwca 1968) – portugalski duchowny katolicki, sekretarz generalny Rady Konferencji Episkopatów Europy w latach 2008–2018.

## Życiorys
W 1993 otrzymał święcenia kapłańskie i został inkardynowany do patriarchatu Lizbony. W 1998 uzyskał doktorat z teologii na Angelicum.
1 października 2008 został wybrany sekretarzem generalnym CCEE.